# Trop la classe!
Trop la classe! è una serie televisiva francese adattata dall'italiana Quelli dell'intervallo, realizzata da Dimitri Bodiansky e Vincent Sacripanti e prodotta dalla KBP. È stato trasmesso dal 2006 al 2010 su Disney Channel France.

## Trama
Tra le storie di cuore, dimenticarsi di non fare i compiti e riunirsi con gli amici, gli studenti della scuola Lafontaine non si annoiano durante i loro 6 minuti di intervallo.

## Personaggi
- Grégoire Gempp: Théo
- Emmanuel Garijo: Vincent
- Manon Azem: Dunk
- Marieke Bouillette: Valentine
- Paul Alexandre Bardela: Spy (solo stagione 1)
- Sophie Chen: Jeanne
- Guilhem Simon: Prem's
- François Civil: Dread
- Nina Mélo: Charlotte
- Côme Levin: Nico
- Garance Mazureck: Cléo
- Cerise Bouvet: Nina
- Arthur Ligerot: Arthur
- Gauthier Battoue: Thomas (dalla stagione 2)
- Juliette Lopes Benites: Juliette (dalla stagione 2)
- Romain (stagione 3)

## Episodi
| Stagione         | Episodi | Prima TV Francia | Prima TV Italia |
| ---------------- | ------- | ---------------- | --------------- |
| Prima stagione   | 52      | 2006-2007        |                 |
| Seconda stagione | 38      | 2007-2008        |                 |
| Terza stagione   | 52      | 2008-2009        |                 |
| Quarta stagione  | 30      | 2009-2010        |                 |

## Serie spin-off

### Trop la classe! Cafe
Trop la classe! Cafe, ispirata a Quelli dell'Intervallo Cafe, è andata in onda su Disney Channel Francia a partire dal 14 settembre 2011.